# سيبيو

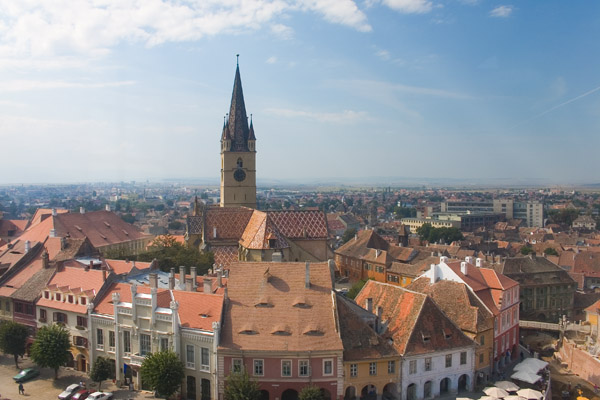
منظر عام للمدينة

سيبيو مدينة تقع وسط رومانيا عاصمة محافظة سيبيو في إقليم ترانسيلفانيا ( بالرومانية: Sibiu, بالألمانية: Hermannstadt, بالهنغارية -المجرية-: Szeben, Nagyszeben).
تبعد عن بوخارست حوالي 282 كم، تعتبر مركز اقتصادي وثقافي هام حيث أختيرت كعاصمة للثقافة الأوروبية لعام 2008. تقع في سهل محاط بجبال أهمها جبال فاغاراش الممتدة من جبال الكارابات وتتصف بجو معتدل قاري بارد شتاءً. يعود تاريخ إنشاء المدينة لحوالي منتصف القرن الثاني عشر على يد السلاف.
تعد مدينه سيبيو عقده مواصلات هامه تربط مدن رومانيا ببيعضا وذالك بسبب موقعها المتوسط في قلب البلاد
يعيش في سيبيو اقليه ألمانيه (ساش) وهم بقايا قبائل جرمانيه تم إستقدامهم في زمن الأمبراطوريه النمساويه الهنغاريه وكانو بنائين مهره ولديهم طريقه خاصه بهم في بناء المنازل والأسوار اعتمدت عليهم الأمبراطوره ماريا تيريزا اثناء حكمها لبناء القلاع والحصون
كما تعيش اقليه هنغاريه في المدينة وهناك اقليات من الغجر ( الروما)
تطورت سيبو بشكل ملفت لنظر بين سنوات 2002-إلى 2007حيث اختيرت كعاصمه لثقافه الأوربيه وذالك في فتره تولي السيد يوهانوس رئاسه البلديه
عدد السكان تقريبا 175.000 نسمة (إحصاء 2007) ويخدمها مطار سيبيو الدولي.

## المناخ
يظهر الجدول التالي التغييرات المناخية على مدار السنة لسيبيو:
| البيانات المناخية لـسيبيو | البيانات المناخية لـسيبيو | البيانات المناخية لـسيبيو | البيانات المناخية لـسيبيو | البيانات المناخية لـسيبيو | البيانات المناخية لـسيبيو | البيانات المناخية لـسيبيو | البيانات المناخية لـسيبيو | البيانات المناخية لـسيبيو | البيانات المناخية لـسيبيو | البيانات المناخية لـسيبيو | البيانات المناخية لـسيبيو | البيانات المناخية لـسيبيو | البيانات المناخية لـسيبيو |
| الشهر | يناير                     | فبراير                    | مارس                      | أبريل                     | مايو                      | يونيو                     | يوليو                     | أغسطس                     | سبتمبر                    | أكتوبر                    | نوفمبر                    | ديسمبر                    | المعدل السنوي             |
| --- | ------------------------- | ------------------------- | ------------------------- | ------------------------- | ------------------------- | ------------------------- | ------------------------- | ------------------------- | ------------------------- | ------------------------- | ------------------------- | ------------------------- | ------------------------- |
| الدرجة القصوى °م (°ف) | 15.6 (60.1)               | 21.3 (70.3)               | 30.6 (87.1)               | 30.2 (86.4)               | 32.1 (89.8)               | 35.4 (95.7)               | 38.3 (100.9)              | 38.4 (101.1)              | 39.5 (103.1)              | 32.5 (90.5)               | 27.0 (80.6)               | 19.3 (66.7)               | 39.5 (103.1)              |
| متوسط درجة الحرارة الكبرى °م (°ف) | 1.8 (35.2)                | 4.5 (40.1)                | 10.1 (50.2)               | 16.0 (60.8)               | 21.3 (70.3)               | 24.2 (75.6)               | 26.3 (79.3)               | 26.2 (79.2)               | 21.4 (70.5)               | 16.2 (61.2)               | 9.1 (48.4)                | 3.1 (37.6)                | 15.0 (59.0)               |
| المتوسط اليومي °م (°ف) | −2.8 (27.0)               | −1.2 (29.8)               | 3.8 (38.8)                | 9.6 (49.3)                | 14.9 (58.8)               | 18.0 (64.4)               | 19.7 (67.5)               | 19.1 (66.4)               | 14.4 (57.9)               | 9.1 (48.4)                | 3.4 (38.1)                | −1.3 (29.7)               | 8.9 (48.0)                |
| متوسط درجة الحرارة الصغرى °م (°ف) | −6.9 (19.6)               | −5.9 (21.4)               | −1.2 (29.8)               | 3.9 (39.0)                | 8.6 (47.5)                | 11.6 (52.9)               | 13.3 (55.9)               | 12.7 (54.9)               | 8.7 (47.7)                | 3.5 (38.3)                | −1.2 (29.8)               | −5.3 (22.5)               | 3.5 (38.3)                |
| أدنى درجة حرارة °م (°ف) | −31.8 (−25.2)             | −31.0 (−23.8)             | −24.5 (−12.1)             | −12.0 (10.4)              | −3.6 (25.5)               | 1.0 (33.8)                | 4.2 (39.6)                | 1.0 (33.8)                | −3.6 (25.5)               | −9.4 (15.1)               | −21.3 (−6.3)              | −29.8 (−21.6)             | −31.8 (−25.2)             |
| الهطول مم (إنش) | 24.9 (0.98)               | 25.0 (0.98)               | 33.9 (1.33)               | 52.8 (2.08)               | 69.0 (2.72)               | 92.9 (3.66)               | 92.0 (3.62)               | 76.7 (3.02)               | 59.8 (2.35)               | 39.9 (1.57)               | 31.3 (1.23)               | 31.0 (1.22)               | 629.2 (24.77)             |
| متوسط تساقط الثلوج سم (إنش) | 11.0 (4.3)                | 11.0 (4.3)                | 7.4 (2.9)                 | 4.8 (1.9)                 | 0.0 (0.0)                 | 0.0 (0.0)                 | 0.0 (0.0)                 | 0.0 (0.0)                 | 0.0 (0.0)                 | 1.7 (0.7)                 | 4.5 (1.8)                 | 6.5 (2.6)                 | 46.9 (18.5)               |
| متوسط أيام هطول الأمطار (≥ 0.1 mm) | 11.2                      | 10.5                      | 11.2                      | 13.1                      | 15.2                      | 14.5                      | 13.3                      | 10.4                      | 10.6                      | 9.0                       | 9.7                       | 12.1                      | 140.8                     |
| متوسط الرطوبة النسبية (%) | 87                        | 79                        | 71                        | 67                        | 68                        | 71                        | 71                        | 72                        | 76                        | 78                        | 80                        | 86                        | 75                        |
| ساعات سطوع الشمس الشهرية | 68                        | 97                        | 138                       | 164                       | 215                       | 228                       | 248                       | 238                       | 172                       | 148                       | 89                        | 61                        | 1٬866                     |
| المصدر #1: المنظمة العالمية للأرصاد الجوية, Ogimet (mean temperatures and sun 1981–2010)                                                         |                           |                           |                           |                           |                           |                           |                           |                           |                           |                           |                           |                           |                           |
| المصدر #2: Romanian National Statistic Institute (extremes 1901–2000), NOAA (snowfall 1961–1990), الأرصاد الجوية الألمانية (humidity, 1989–2008) |                           |                           |                           |                           |                           |                           |                           |                           |                           |                           |                           |                           |                           |

## معرض صور

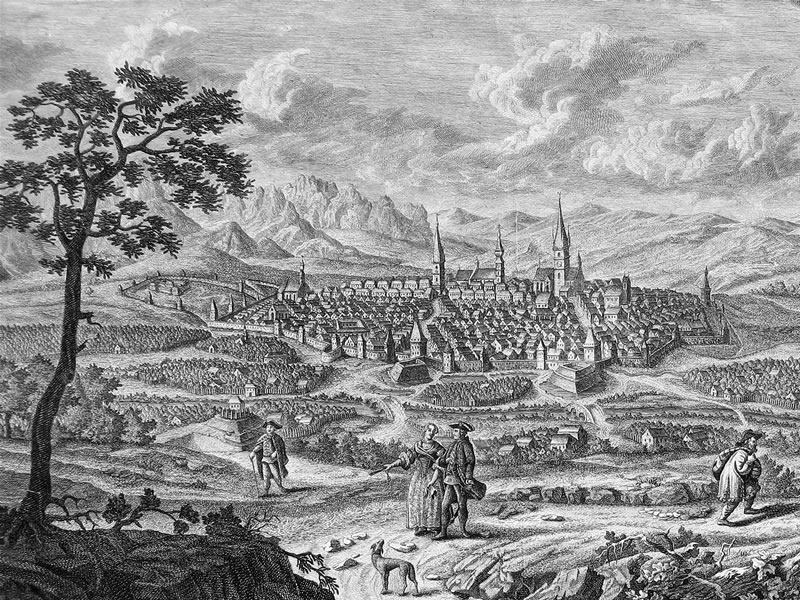
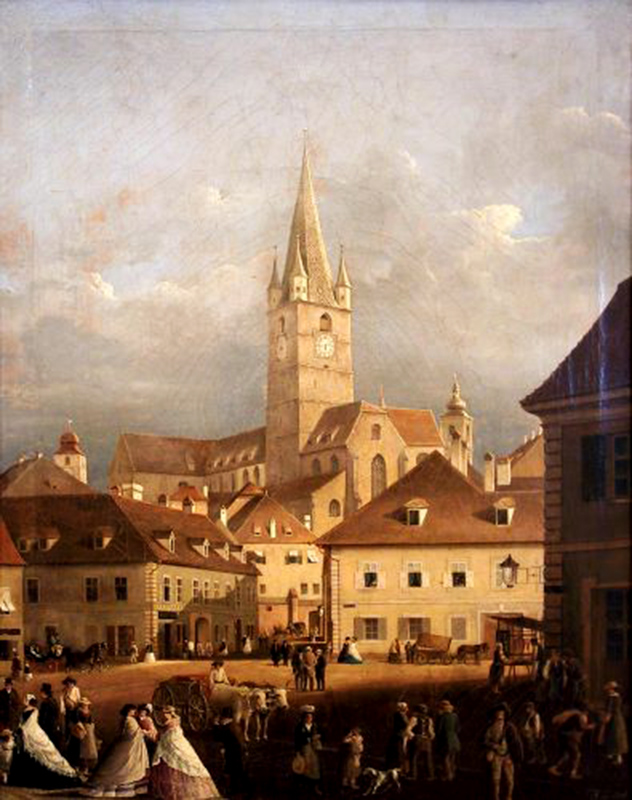
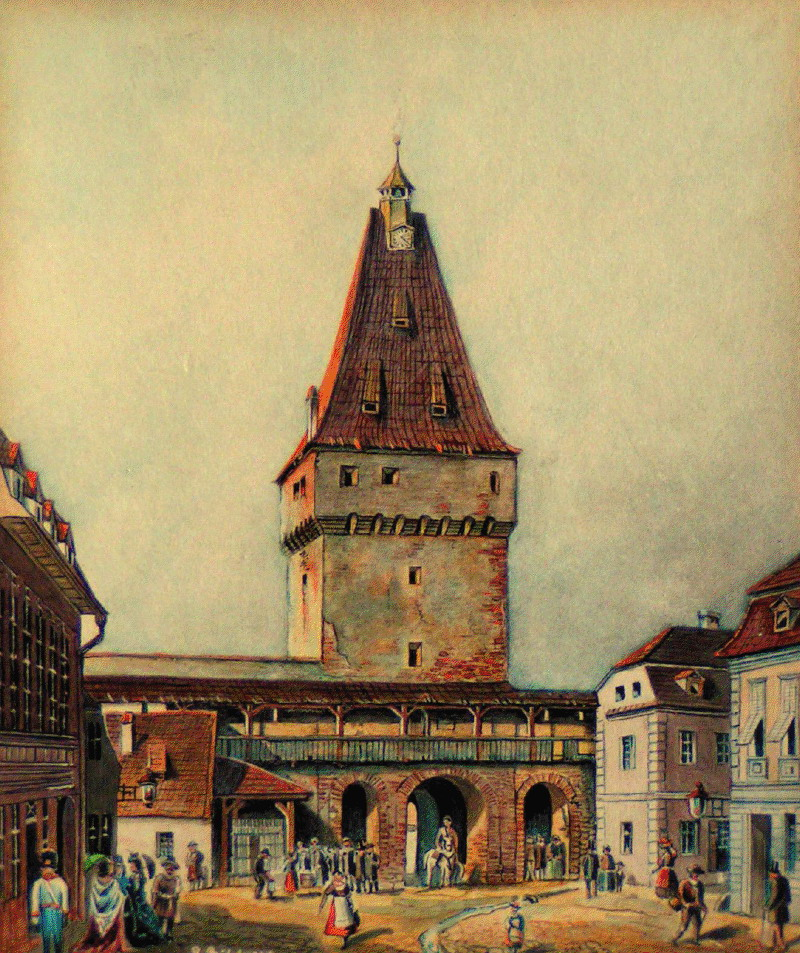
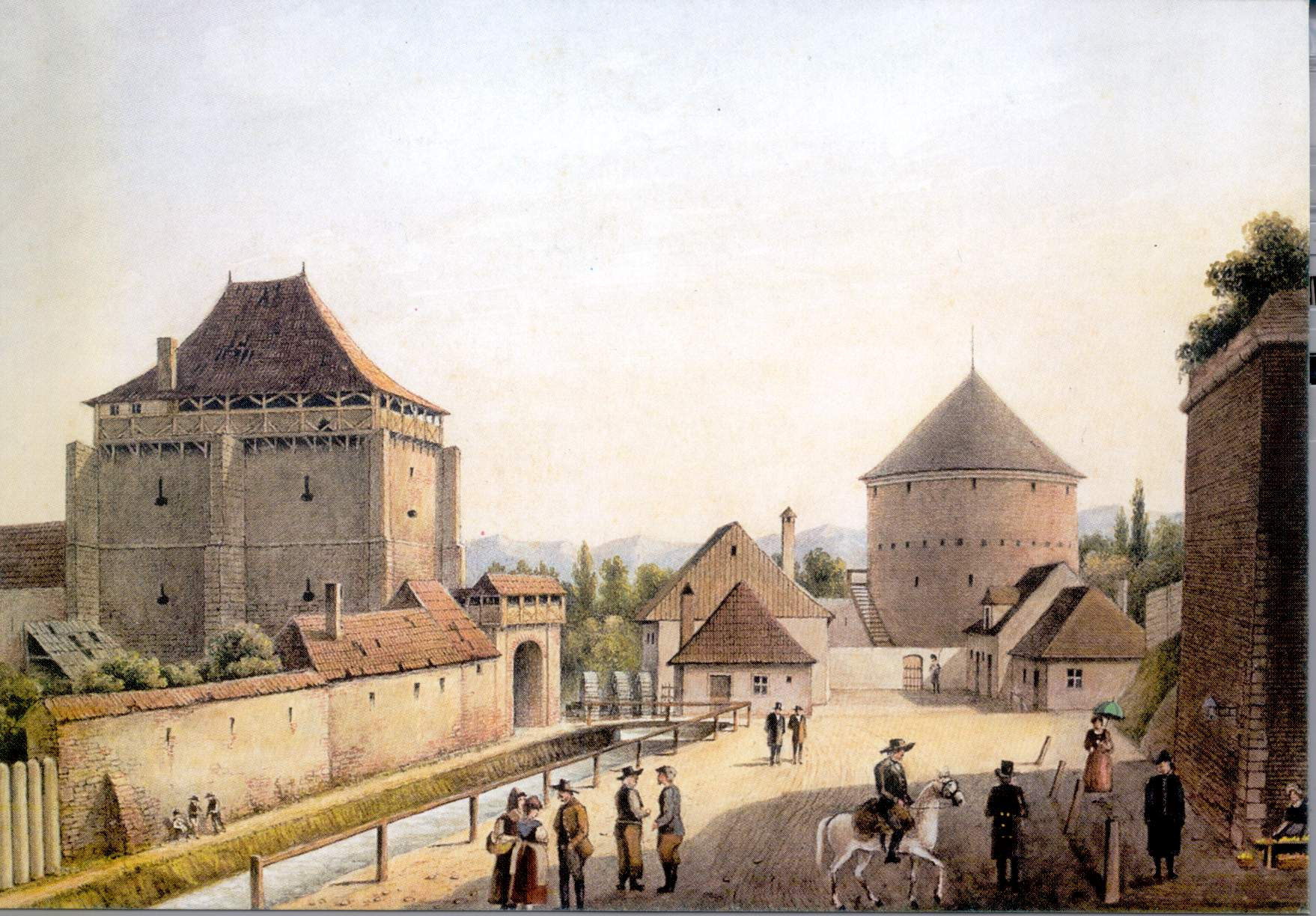
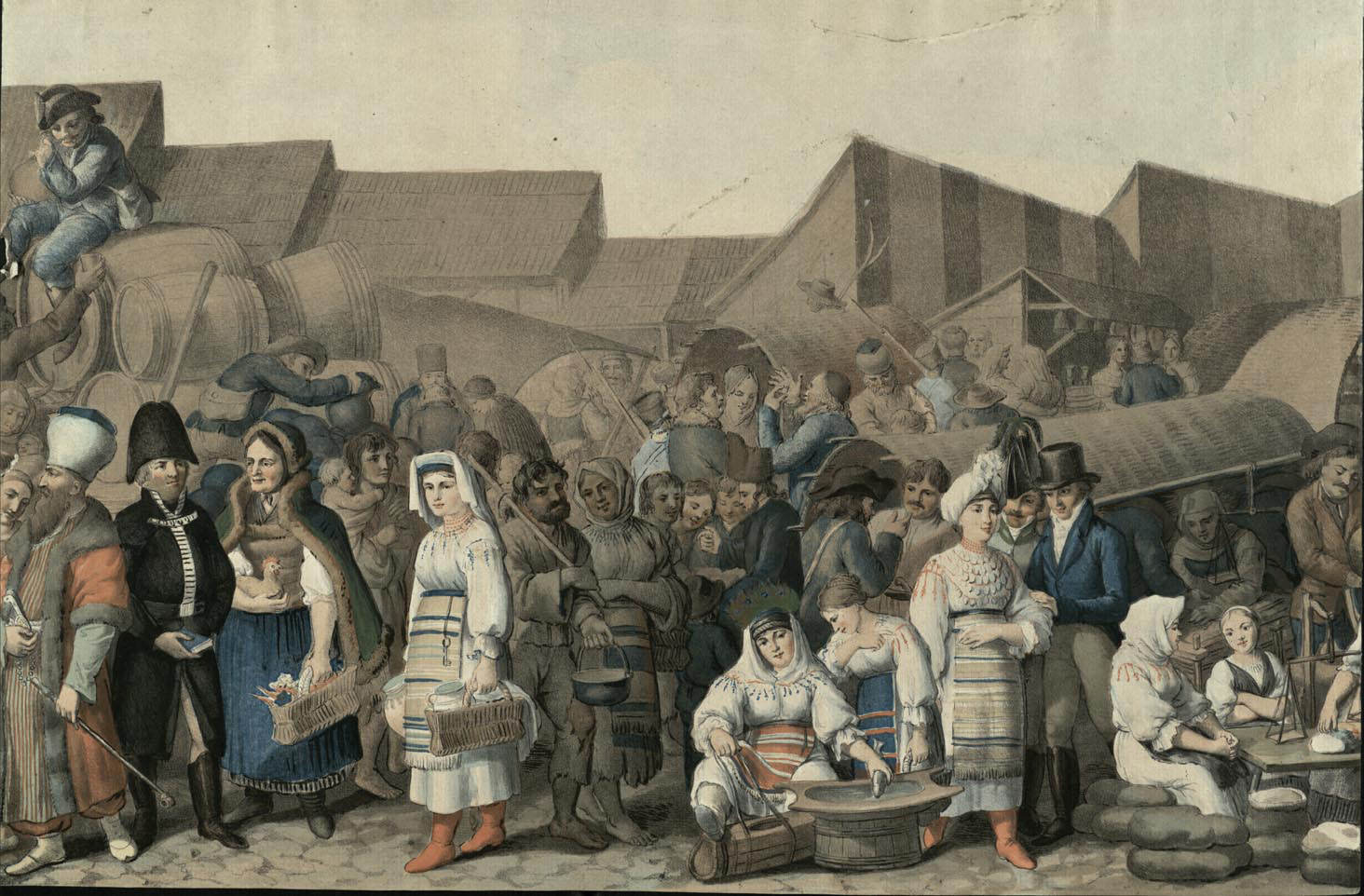
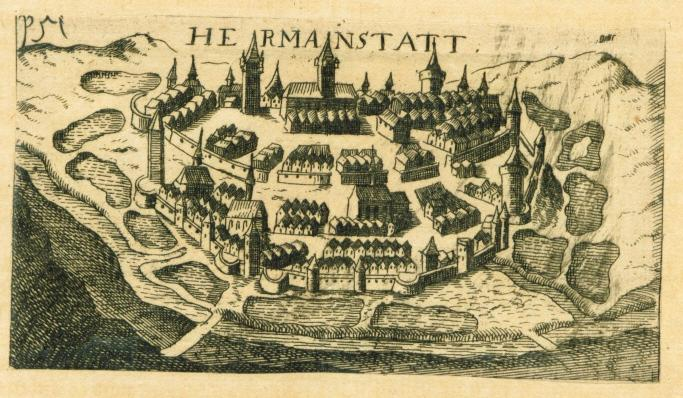

## توأمة
لسيبيو اتفاقيات توأمة مع كل من:
- لاندسهوت (2002 - )
- باورو
- كولومبيا
- ديفينتر
- كلاغنفورت (1990 - )
- ماربورغ
- رين (1999 - )
- ويرال
- ميشيلين

## أعلام
- آرثر إرز فون ستروسنبيرغ
- بيرتا بوك
- فرانز يوزف مولر فون رايشنشتاين
- كلاوس يوهانيس
- فريدريش مولر
- ستيف هولمز
- هيرمان أوبرث
- كونستانتين نويكا
- كونراد هاس